# 宮廷楽長
宮廷楽長（きゅうていがくちょう、ドイツ語: Hofkapellmeister）は、ヨーロッパの宮廷に仕える音楽家の長の地位である。15世紀頃からインスブルックやカッセルの宮廷でみられるようになり、18世紀のバロック音楽から古典派音楽への移行期に諸侯の宮廷楽団が拡充されたことにより、重要性を増した。多くの場合は作曲家と指揮者を兼ねた。

## 歴史
初期の宮廷楽長の例として、神聖ローマ皇帝マクシミリアン1世の宮廷楽団を率いたハインリヒ・イザーク、バイエルン公アルブレヒト5世の宮廷楽団を率いたオルランド・ディ・ラッソらがあげられる。イギリスでは1626年にニコラス・ラニエーが国王の音楽師範に任命された。
1700年頃から宮廷楽団が増加し、ロンドン、パリ、フィレンツェ、ウィーン、ドレスデン、ブラウンシュヴァイク、ベルリン、マンハイムなどの宮廷楽団で楽長たちが活躍した。特にエステルハージ侯の宮廷楽長を務めたフランツ・ヨーゼフ・ハイドンは有名である。
19世紀に入ると、市民階級の台頭に伴ってコンサートホールでの演奏会が増加し、宮廷楽団と宮廷楽長は徐々に姿を消していった。

## 職務
宮廷楽長の職務は、諸侯の楽しみやさまざまな宴席のために絶えず宮廷楽団を指揮することで、多忙を極める職であった。また作曲と指揮のみならず、宮廷楽団の運営、さらには楽団員の生活の管理も含まれており、芸術家としての能力だけではなく管理能力も必要であった。さらに諸侯の子女の音楽教師としての役割も求められた。
しかし宮廷楽長になることは音楽家にとって名誉なことだったが、宮廷楽団の維持は諸侯たちにとって負担でもあり、1790年にエステルハージの宮廷楽団が解散される例にみられるように、宮廷楽長には失業の不安があった。
一方で18世紀末頃からはヴォルフガング・アマデウス・モーツァルトのように、フリーランスの活動を目指す音楽家も増えてくるようになった。

## 文献
- Jones, David Wyn (2009) "Reception," in David Wyn Jones, ed., Oxford Composer Companions:  Haydn.  Oxford:  Oxford University Press.
- Deutsch, Otto Erich (1965) Mozart: A Documentary Biography. English translation by Eric Blom, Peter Branscombe, and Jeremy Noble. Stanford, CA: Stanford University Press, 1965.
- Griesinger, Georg August (1810) Biographical Notes Concerning Joseph Haydn. Leipzig: Breitkopf und Härtel. English translation by Vernon Gotwals, in Haydn: Two Contemporary Portraits, Milwaukee: University of Wisconsin Press.